# Fjällstarr
Fjällstarr (Carex norvegica ssp. norvegica) är en flerårig gräslik växt inom släktet starrar och familjen halvgräs. Fjällstarr växer tättuvad och har mörkt purpurröda basala slidor. Dess styva blad blir från 1,5 till 3 mm, har en grov sträv mittnerv och är hälften så långa som stråna. axsamlingen består av två till fyra ax, med topaxet störst som har hanblommor vid basen. De mörkbruna axfjällen blir något mindre än fruktgömmet och är äggrunda. De brett äggrunda fruktgömmena blir från 1,8 till 2,5 mm, är först gröna men senare mörka som axfjällen och är uppåtriktade. Fruktgömmet har en 0,2 mm lång papillös näbb, även med några små vassa taggar. Fjällstarr blir från 5 till 40 cm hög.

En underart till fjällstarr är taigastarr (C. norvegica ssp. inferalpina). Denna har längre blad och längre fruktgömmen som saknar vassa taggar. 

## Utbredning
Fjällstarr är ganska vanlig i Norden och trivs på kalkrik torvjord i fjällen, såsom kullar, klipphyllor och småmyrar, men återses sällan nedanför fjällen. Dess utbredning sträcker sig till Finlands, Sveriges och Norges fjälltrakter samt Islands högland i norr.
Taigastarren har en liknande utbredning men finns även i skogslandet i de norra delarna av Norden och saknas helt på Island. Man finner den till exempel i gransumpskogar, på stränder och i videsnår.

## Synonymer
- (Carex alpina)